# Panissières
Panissières är en kommun i departementet Loire i regionen Auvergne-Rhône-Alpes i centrala Frankrike. Kommunen ligger i kantonen Feurs som tillhör arrondissementet Montbrison. År 2022 hade Panissières 2 882 invånare.

## Befolkningsutveckling
Antalet invånare i kommunen Panissières
| Referens: INSEE |